# PBC Karlsruhe
Der PBC Karlsruhe (offiziell: Pool Billard Club Karlsruhe e. V.) ist ein Billardverein aus Karlsruhe. Der 1981 gegründete Verein wurde 1989 deutscher Mannschaftsmeister in der Poolbillarddisziplin 8-Ball und 1991 sowie 1993 deutscher Meister in der 1. Bundesliga Pool.

## Geschichte
Der PBC Karlsruhe wurde 1981 gegründet. 1988 erreichte er das Finale des deutschen 8-Ball-Pokals und verlor dort gegen Rot-Weiß Oberhausen. Ein Jahr später wurde er deutscher Mannschaftsmeister im 8-Ball. In der ersten Saison der Poolbillard-Bundesliga, 1990/91, wurde der Verein deutscher Meister. 1993 wurde er erneut deutscher Meister. 1994 belegte der PBC Karlsruhe den dritten Platz in der 1. Bundesliga und 1995 bis 1998 jeweils den vierten Platz. Anschließend stiegen die Karlsruher in die 2. Bundesliga ab. 2004 wurde der Verein Siebter der Baden-Württemberg-Liga und meldete daraufhin seine Mannschaft vom Ligaspielbetrieb ab. Ab der Saison 2006/07 nahm er wieder mit fünf Mannschaften am Ligabetrieb teil. Die erste Mannschaft spielte von 2008 bis 2011 in der Landesliga und schließlich bis 2013 in der Bezirksliga. Seit der Saison 2013/14 nimmt der Verein nicht mehr am Ligaspielbetrieb teil.

## Bekannte ehemalige Spieler (Auswahl)
- Rolf Alex
- Norbert Lang
- Willi Ludwig
- Hans Maldoner
- Waldemar Markert
- Djahangir Sherif